# Andrij Procenko
Andrij Oleksijovič Procenko, spesso traslitterato anche come Andriy Protsenko (in ucraino Андрій Олексійович Проценко?; Cherson, 20 maggio 1988), è un altista ucraino.
I suoi primati della specialità sono 2,40 m, stabilito all’aperto, e 2,36 m, stabilito indoor.

## Biografia
Ha rappresentato l'Ucraina ai Giochi olimpici di Londra 2012 dove è finalista con 2,25 m nel salto in alto. Originariamente era nono, ma è stato avanzato di una posizione a causa della squalifica per doping del russo Ivan Uchov, a cui è stato anche revocato l'oro.
Alle Universiadi di Kazan' 2013 ha vinto la medaglia d'argento.
Ai campionati del mondo indoor di Sopot 2014 ha conquistato la medaglia di bronzo.
Il 3 luglio 2014 ottiene il suo primato personale con 2,40 m allo Stade Olympique de la Pontaise di Losanna, l’11º ad ottenere tale misura. Ha vinto inoltre la stessa stagione la medaglia d'argento ai campionati europei di Zurigo.
Ha partecipato ai Giochi olimpici di Rio de Janeiro 2016 classificandosi 4º.
Ai campionati europei indoor di Glasgow 2019 ha vinto la medaglia d'argento a pari merito con il greco Konstadinos Baniotis e alle spalle dell'italiano Gianmarco Tamberi. La sua unica medaglia d’oro in carriera (ma a squadre), la ottiene partecipando ai Giochi europei finendo sul podio della gara individuale. Ai campionati del mondo di Doha dello stesso anno ha chiuso al 14º posto. Sempre nel 2019 ha vinto la Diamond League nella specialità del salto in alto.
Alla sua terza apparizione olimpica con la nazionale Ucraina si è classificato 14º.
È stato assente ai campionati del mondo indoor di Belgrado 2022 a causa del conflitto bellico scatenato dall'invasione russa dell'Ucraina. Per ricordare la sua assenza e quella del connazionale Bohdan Bondarenko, Gianmarco Tamberi ha gareggiato con la bandiera dell'Ucraina e i loro nomi disegnati sul braccio.
Con 2,32 m, ottenuto alla Športová hala Dukla di Banská Bystrica, il 14 febbraio 2023, ha la miglior prestazione degli iscritti agli europei di Istanbul dove finisce secondo con 2,29 m, non riuscendo neanche lí a vincere una competizione internazionale.

## Palmarès
| Anno | Manifestazione  | Sede           | Evento        | Risultato      | Prestazione | Note                                     |
| ---- | --------------- | -------------- | ------------- | -------------- | ----------- | ---------------------------------------- |
| 2007 | Europei U20     | Hengelo        | Salto in alto | Argento        | 2,21 m      |                                          |
| 2009 | Europei U23     | Kaunas         | Salto in alto | Bronzo         | 2,24 m      |                                          |
| 2009 | Mondiali        | Berlino        | Salto in alto | 25º (q)        | 2,20 m      |                                          |
| 2010 | Europei         | Barcellona     | Salto in alto | 17º (q)        | 2,19 m      |                                          |
| 2011 | Universiadi     | Shenzhen       | Salto in alto | 11º            | 2,18 m      |                                          |
| 2011 | Mondiali        | Taegu          | Salto in alto | 27º (q)        | 2,21 m      |                                          |
| 2012 | Mondiali indoor | Istanbul       | Salto in alto | 15º (q)        | 2,22 m      |                                          |
| 2012 | Europei         | Helsinki       | Salto in alto | 13º (q)        | 2,23 m      |                                          |
| 2012 | Giochi olimpici | Londra         | Salto in alto | 8º             | 2,25 m      |                                          |
| 2013 | Universiadi     | Kazan'         | Salto in alto | Argento        | 2,31 m      | Miglior prestazione personale            |
| 2013 | Mondiali        | Mosca          | Salto in alto | 23º (q)        | 2,22 m      |                                          |
| 2014 | Mondiali indoor | Sopot          | Salto in alto | Bronzo         | 2,36 m      | Miglior prestazione personale            |
| 2014 | Europei         | Zurigo         | Salto in alto | Argento        | 2,33 m      |                                          |
| 2015 | Europei indoor  | Praga          | Salto in alto | 6º             | 2,28 m      |                                          |
| 2015 | Mondiali        | Pechino        | Salto in alto | 17º (q)        | 2,29 m      |                                          |
| 2016 | Mondiali indoor | Portland       | Salto in alto | 7º             | 2,29 m      |                                          |
| 2016 | Europei         | Amsterdam      | Salto in alto | 9º             | 2,24 m      |                                          |
| 2016 | Giochi olimpici | Rio de Janeiro | Salto in alto | 4º             | 2,33 m      | Miglior prestazione personale stagionale |
| 2017 | Mondiali        | Londra         | Salto in alto | 13º (q)        | 2,29 m      |                                          |
| 2018 | Europei         | Berlino        | Salto in alto | 5º             | 2,24 m      |                                          |
| 2019 | Europei indoor  | Glasgow        | Salto in alto | Argento        | 2,26 m      |                                          |
| 2019 | Mondiali        | Doha           | Salto in alto | 14º (q)        | 2,26 m      |                                          |
| 2021 | Giochi olimpici | Tokyo          | Salto in alto | 14º (q)        | 2,25 m      |                                          |
| 2022 | Mondiali        | Eugene         | Salto in alto | Bronzo         | 2,33 m      | Miglior prestazione personale stagionale |
| 2022 | Europei         | Monaco         | Salto in alto | Bronzo         | 2,27 m      |                                          |
| 2023 | Europei indoor  | Istanbul       | Salto in alto | Argento        | 2,29 m      |                                          |
| 2023 | Mondiali        | Budapest       | Salto in alto | 11°            | 2,25 m      |                                          |
| 2024 | Mondiali indoor | Glasgow        | Salto in alto | 11º            | 2,15 m      |                                          |
| 2024 | Giochi olimpici | Parigi         | Salto in alto | Qualificazione | nm          |                                          |

## Altre competizioni internazionali
2019
- Vincitore della Diamond League nella specialità del salto in alto